# Sportul în Principatul Monaco
Sportul principal în Monaco este fotbalul. Unica echipă de fotbal din principat este AS Monaco FC, care evoluează în Ligue 1, eșalonul superior al fotbalului francez, promovând in sezonul 2012-2013, din liga a doua. Echipa își joacă meciurile pe stadionul Stade Louis II. De asemenea, stadionul mai găzduiește anual întreceri de atletism, cea mai cunoscuta fiind etapa Diamond League de la Monaco. Cel mai important eveniment a fost organizarea Supercupei Europei între anii 2006-2012, competiție în care se întâlneau câștigătoarea UEFA Champions League și câștigatoarea UEFA Europa League. 
Monaco mai organizează anual curse de Formula 1, Formula 2 și Formula 3 pe străzile din Monte Carlo. În Monte-Carlo în aprilie se desfășoară turneul de tenis Monte-Carlo Rolex Master, care se joacă pe zgură roșie, bugetul premiilor fiind de aproximativ 2,5 milioane de euro. Câștigatorul turneului primește 1000 de puncte în clasamentul ATP. La finala turneului asistă anual prințul Albert al II-lea de Monaco.